# Foin de Crau
Le foin de Crau est un foin français produit dans la plaine de la Crau dans le département des Bouches-du-Rhône, qui bénéficie d'une AOC depuis 1997 et d'une AOP depuis 2015.
C'est la première appellation d'origine d'un produit agricole non destiné à l'alimentation humaine, et encore la seule en 2020. Les balles, reconnaissables grâce à une ficelle rouge et blanc, sont proposées dans des tailles très diverses, du ballotin (environ 1 kg) pour les rongeurs domestiques à la très grosse botte (environ 500 kg) pour les grands élevages de ruminants.

## Zone géographique

Limites géographiques de la plaine de la Crau.

Sur les 52 000 ha de la Crau, 12 000 ha sont des prairies fertiles grâce, entre autres, à l'irrigation des terres.
9 000 hectares sont concernés par l'AOC.

## Histoire
C’est dès le XVIe siècle que le premier canal d’irrigation a vu le jour dans la Crau, grâce à Adam de Craponne. Ainsi, les eaux de la Durance ont été prélevées et acheminées vers cette plaine, premièrement vers Salon-de-Provence, passant par Saint-Martin-de-Crau puis vers Arles. 

### Époque contemporaine
Une aire géographique est déterminée par les éleveurs à partir de 1941. Une marque est déposée en 1948, et l'AOC est obtenue en 1997. 

### Production
Trois coupes successives sont effectuées, espacées de quarante à soixante-dix jours. Leur composition varie selon la coupe. Pendant l'automne et l'hiver, les prairies sont laissées en pâture à des moutons après leur transhumance.
La création de nouveaux prés se fait à partir d’une luzerne ou d’un mélange de graminées et de légumineuses, dans un champ préalablement nivelé et épierré. Les eaux d’irrigation permettent ensuite l’apparition spontanée et naturelle d’autres plantes, pour arriver en quelques années au stade d’équilibre des prairies naturelles et ce, de façon permanente. 
La fumure est essentiellement phospho-potassique.
L'arrosage gravitaire s'effectue par submersion : la prairie est inondée, mais l'eau ne doit pas rester.
Il débute généralement aux alentours du 15 mars.
Les arrosages vont se succéder sur une même parcelle par périodes de huit à dix jours jusqu'aux premières grosses pluies de l'automne (septembre ou octobre). Ils peuvent être interrompus en fonction de la pluviométrie ou des travaux de récolte du foin.

Le foin est stocké en sachets ou en balles, enserrés de ficelle rouge et blanche.

Prairie de fauche dans la Crau.

### Irrigation
Les pratiques d’irrigation actuelles sont essentiellement gravitaires. Les parcelles de prairies sont bordées de filioles (raccordées au réseau secondaire) en amont, que l’on fait déborder grâce à des martelières qui les obstruent. La submersion est progressive et dure plusieurs heures. Les volumes d’eau apportés sont de l’ordre de 15 000 à 20 000 m³/ha/an. Au bas de la parcelle, il peut y avoir un fossé d’assainissement qui recueille les eaux de colature. 
Les principaux irrigants sont les agriculteurs producteurs de foin de Crau, le plus souvent regroupés en associations syndicales (ASA, ASCO ou ASL). L’irrigation par submersion amène dans les prés un limon fertile et permet, de plus, d’alimenter la nappe phréatique : 70 % de l’eau de la nappe phréatique provient de l'irrigation gravitaire.

## Composition
Le foin de Crau est composé de 30 à 50 % de graminées (dont le fromental et le dactyle pelotonné), 25 à 35 % de légumineuses (incluant du trèfle violet des prés et du trèfle rampant) et de 25 à 35 % d'herbes diverses,. Sa composition floristique correspond à un cahier des charges précis, établi par le décret n°2015-1226 du 2 octobre 2015 et par le journal oﬃciel de l'Union européenne en date du 31 janvier 2017 du règlement d'exécution (UE) n°2017/156. 

## Propriétés nutritionnelles
La valeur du foin de Crau est typique des prairies de mélange légumineuse-graminées de longue durée et peut varier à long terme en fonction de l'évolution de sa composition floristique et pendant l'année en fonction du rang de la coupe considérée et des évènements climatiques.
Sa valeur alimentaire en unités fourragères (UF) varie de 0,64 à 0,79 UF. Il présente une teneur élevée en protéines (de 11 à 13 % de protéines), en minéraux, et plus particulièrement en calcium ( de 10 à 13 g/kg de MS),. Le foin de Crau irrigué gravitairement est peu poussiéreux, et a une concentration en spores fongiques faible,. 

## Natura 2000

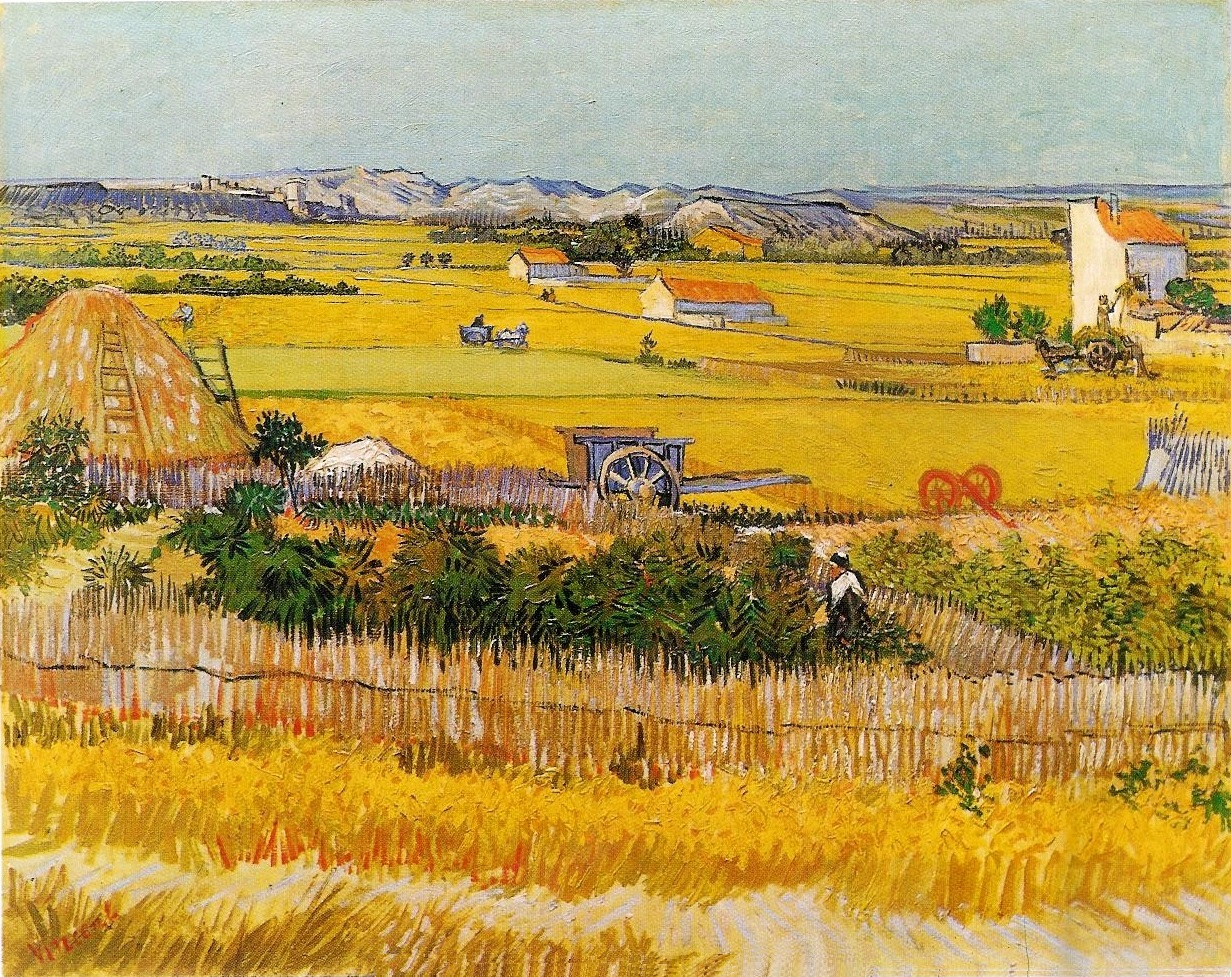
La moisson à la Crau, avec Montmajour dans le fond. Van Gogh, 1888.

Les prairies contribuent à l'équilibre global de la plaine de la Crau. Pour assurer une durabilité, il est donc nécessaire de conserver ce mode de mise en culture. C'est pourquoi le comité s'est prononcé en faveur du projet de loi Natura 2000 qui les inscrit dans un site protégé selon les directives européennes de sauvegarde de la nature et de la flore. Il est désormais associé aux discussions et est un acteur de l'élaboration des réglementations.

## Gastronomie et foin de Crau

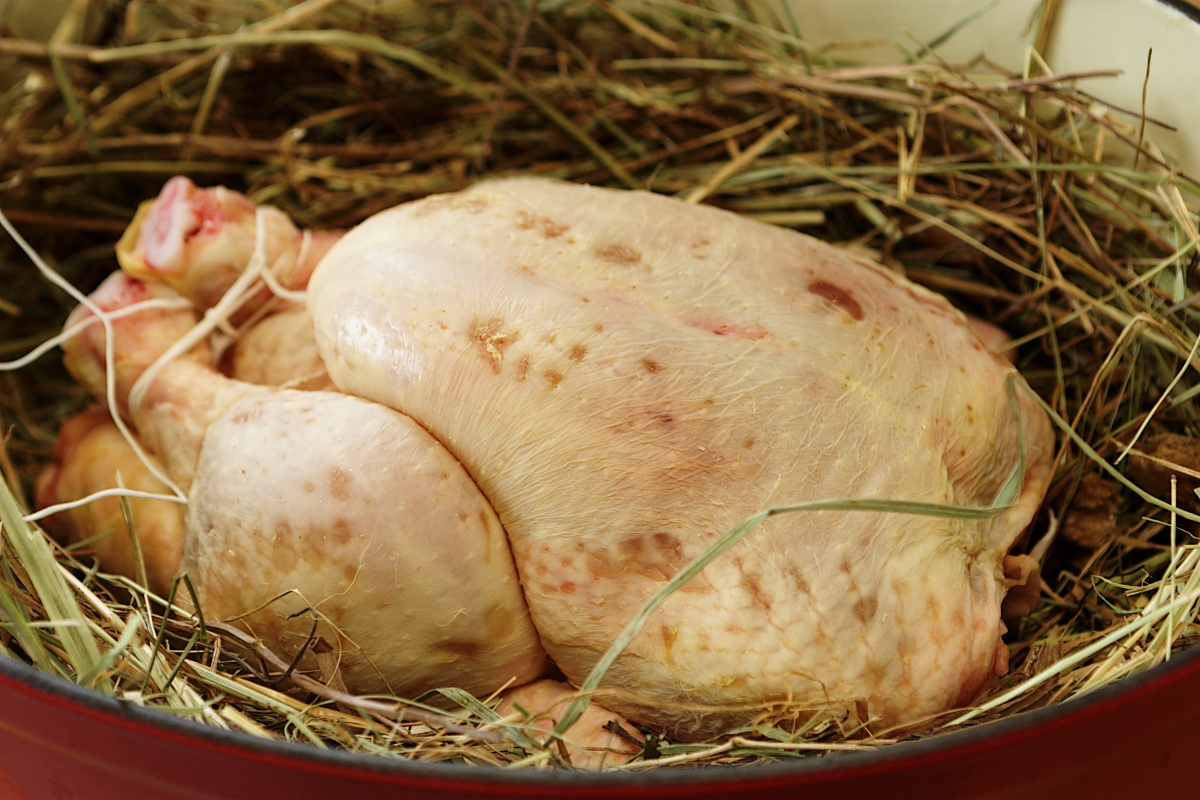
Poulet au foin de Crau.

En 1986, Alain Passard de l'Arpège débute l'élaboration d'un poulet au foin. Depuis, il a été rejoint dans cette démarche par David Toutain (petites brioches au foie gras et à l'anguille, fumées au foin), Marc Veyrat (glacé au foin), Emmanuel Renaut (pigeon cuit au foin et au genièvre), Cyril Lignac (agneau de Lozère à la peau caramélisée et au foin de Crau), et bien d'autres. Cette cuisine au foin permet de donner aux mets ainsi préparés un goût fumé aux saveurs végétales.